# Жак П'єр Бріссо
Жак П'єр Бріссо́ (фр. Jacques Pierre Brissot французька вимова: [ʒak pjɛʁ bʁiso]; 15 січня 1754 — 31 жовтня 1793) — діяч Французької революції.
Адвокат за фахом; поділяв погляди Вольтера. В роки революції був вождем і теоретиком жирондистів. Видавав газету «Французький патріот» («Lepatriote frangais»). Після повстання 10 серпня 1792 виступив проти якобінців, вимагаючи «закінчити революцію». Під час народного повстання 3. V — 2.VI 1793 Бріссо виключено з Конвенту, заарештовано і за вироком Революційного трибуналу страчено.

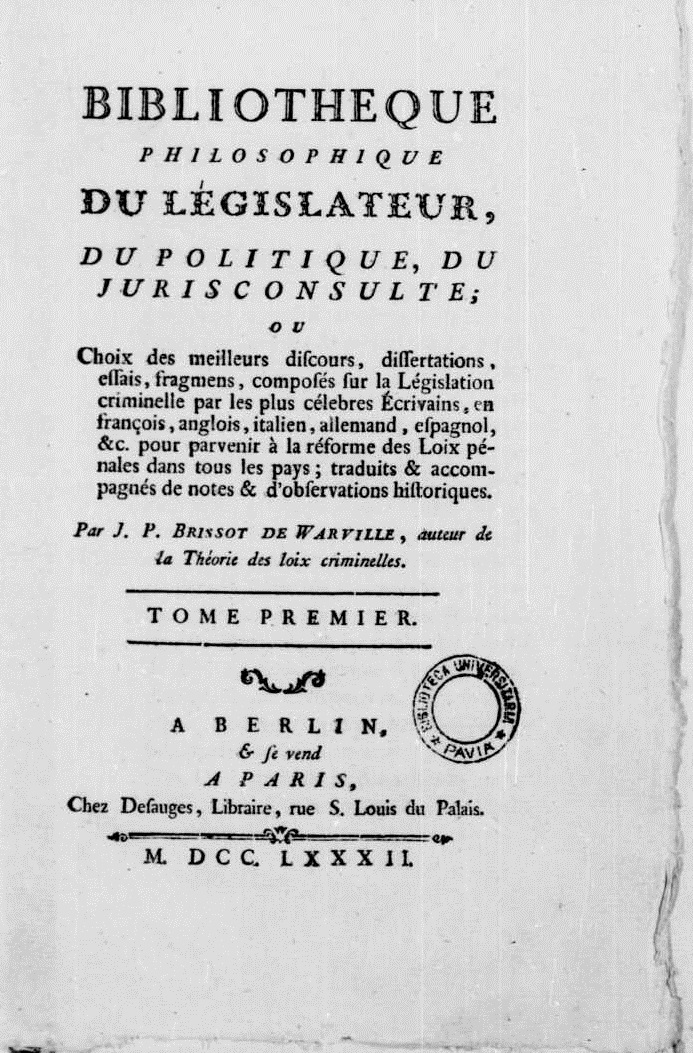
Bibliothèque philosophique du Législateur, du Politique, du Jurisconsulte, 1782